# Kali Yug, 2. Teil: Aufruhr in Indien
Kali Yug, 2. Teil: Aufruhr in Indien ist der zweite Teil eines italienisch-deutsch-französischen Abenteuerfilm-Zweiteilers aus dem Jahre 1963 des italienischen Regie-Veterans Mario Camerini. Die Hauptrollen spielen Paul Guers, Claudine Auger, Senta Berger und Lex Barker.

## Handlung
In den ersten zehn Minuten des zweiten Teils werden noch einmal die Geschehnisse des ersten Teils zusammengefasst wiedergegeben. Dr. Palmer ist an Händen und Füßen angekettet im Kerker und wartet mit seinem Getreuen Gopal auf seine Hinrichtung. Gouverneur Talbot, der bislang glaubte, dass Dr. Palmer von einem Tiger zerfetzt worden sei, fordert vom Maharadscha die Auslieferung Palmers an die Kolonialverwaltung. Mithilfe von Amrita, die die Wache mit einer Giftschlange aus dem Weg räumt, gelingt diesem jedoch die Flucht aus dem Kerker. Auf dem Weg in die Freiheit behandelt er an Diphtherie erkrankte Kinder in den Elendsquartieren der verarmten Bevölkerung. Amrita ist fasziniert von diesem Mann, der sich aufopfernd um die Armen und Schwachen kümmert. Sie steht jedoch in Wahrheit im Dienst des Kali-Yug-Priesters Saddhu, ist aber nicht mehr von ihrem Tun überzeugt. Sie beschließt stattdessen, Palmer und Gopal weiterhin auf der Flucht zu helfen. Saddhu bemerkt ihr Doppelspiel und folgt dem Treck. Mit dabei ist auch ein kleiner Junge, den Palmer behandelt hat, und der sich erst auf der Flucht als der Enkel des Maharadschas zu erkennen gibt. Amrita gesteht jetzt Palmer die ganze Wahrheit: Der Enkel des Fürsten sei gekidnappt worden, um ihn anstatt des Alten auf den Thron zu hieven und mit ihm, als Marionette, endlich die Engländer aus dem Land zu vertreiben. Treffpunkt der Kali-Verschwörer sei eine halb verfallene Festung in der Wüste Phrana. Gopal reitet zum Gouverneur, um diesen zu informieren, Amrita und Palmer wollen zum Maharadscha, um ihm seinen Enkelsohn zurückzubringen. Dieser lässt sich von Major Ford, was nun zu tun sei, beraten. Derweil hat der wohlhabende Inder Ram Chand, von dem niemand weiß, dass er der Kopf der Kali-Yug-Aufrührer ist, die Gattin des Gouverneurs, Catherine Talbot, abgefangen, um sie als Tauschobjekt für den Maharadscha-Enkel einzusetzen. Governor Talbot beschließt allein nach Phrana zu reiten, um seine Frau zu retten. Major Ford lässt dies nicht zu und begleitet ihn mit seiner Kompanie.
Währenddessen kommt es zwischen Palmer und Amrita zum ersten Kuss. Sie gestehen sich ihre Liebe, doch am nächsten Tag sieht der Arzt die Karawane der Kali-Anhänger mit der entführten Catherine Talbot. Palmer will im Alleingang die schöne Engländerin befreien, was bei Amrita einen Eifersuchtsanfall auslöst. Sie schlägt ihn nieder und liefert zunächst den Maharadscha-Enkel, dann auch Palmer ihren Kali-Freunden aus. Amrita verlangt von Ram Chand den Tod Catherines. Gopal ist derzeit als Vorhut Talbots im Wüstenfort angekommen und checkt die Lage. Zu Ehren der Göttin Kali, ruft Ram Chand gegenüber dem Volk den Beginn des Aufstands gegen die englischen Okkupanten aus und kündigt an, drei Menschenopfer zu bringen, darunter Palmer und Catherine. Talbot ist vor dem Fort angekommen und betritt allein die Höhle des Löwen, um die Freilassung seiner Frau und die bedingungslose Kapitulation der Aufständischen zu verlangen. Dafür erntet er von Ram Chand, der über eine weitaus größere Truppe verfügt, nur Hohngelächter. Derweil belauscht Amrita im Kerker das Liebesgeflüster der angeketteten Simon und Catherine. In diesem Moment weiß sie, dass sie falsch gehandelt hat. Tatsächlich lässt Ram Chand Catherine frei, doch Palmer soll Kali Yug geopfert werden. Sektenguru Saddhu bereitet die Opferzeremonie vor. Amrita trifft im Fort auf Gopal und verspricht ihm dabei zu helfen, Palmer zu befreien. Während Amrita im Kali-Heiligtum tanzt, schneidet Gopal Simon los und stiftet durch eine Explosion Verwirrung. Amrita, Simon und Gopal fliehen aus dem Tempel der Kali Yug. Talbots und Fords Leute stürmen ins Fort und es kommt zu einem Kampf mit den Kali-Sektierern. Als Amrita erneut Simon retten will, wird sie hinterrücks von Ram Chand erschossen. Der glaubt sich seines Sieges fast sicher, da tauchen im letzten Moment die Truppen des Maharadschas auf und retten die bereits geschlagenen Briten. Auch der Gouverneur fällt in der Schlacht. Im Kampf Mann gegen Mann erwürgt Menschenfreund Palmer Ram Chand, und der Maharadscha nimmt seinen Enkel in die Arme. Catherine Talbot ist nun frei für ihren Jugendfreund Simon.

## Produktionsnotizen
Kali Yug, 2. Teil: Aufstand in Indien, die Fortsetzung von Kali Yug: Die Göttin der Rache, erlebte seine Uraufführung am 21. November 1963 und wurde in Deutschland am 28. Februar 1964 herausgebracht. In Österreich lief dieser zweite Teil am 10. April 1964 an. Im dritten koproduzierenden Land Frankreich wurde der Streifen seit dem 17. Juni 1964 gezeigt.
Die Dreharbeiten fanden von Februar bis Mai 1963 vor Ort in Indien statt. Obwohl auf Patz 3 gesetzt, ist Lex Barker nur in wenigen Szenen zu sehen. Er habe nur deshalb das Angebot, in diesem Film mitzuwirken, angenommen, weil er einmal Indien bereisen wollte, wie er in einem Interview darlegte.
Die Filmbauten und Kostüme entwarf Maurizio Chiari. Luigi Kuveiller führte die Kamera unter Aldo Tontis Leitung.
Für den britischen Schauspielerveteran Ian Hunter war der Part des Gouverneurs seine letzte Kinofilmrolle.

## Synchronisation
| Rolle             | Darsteller     | Synchronsprecher      |
| ----------------- | -------------- | --------------------- |
| Dr. Simon Palmer  | Paul Guers     | Eckart Dux            |
| Catherine Talbot  | Senta Berger   | sie selbst            |
| Major Ford        | Lex Barker     | Gert Günther Hoffmann |
| Amrita            | Claudine Auger | Uta Hallant           |
| Ram Chand         | Sergio Fantoni | Klaus Miedel          |
| Gouverneur Talbot | Ian Hunter     | Konrad Wagner         |
| Saddhu            | Klaus Kinski   | er selbst             |
| Gopal             | I. S. Johar    | Alexander Welbat      |
| Ltnt. Collins     | Joachim Hansen | er selbst             |
| Maharadscha       | Roldano Lupi   | Curt Ackermann        |
| Captain Walsh     | Michael Medwin | Wolfgang Draeger      |

Die deutsche Dialogregie übernahm Klaus von Wahl nach einem Buch von Gerda von Rüxleben.

## Kritik
Paimann’s Filmlisten resümierte: „… gegenüber dem ersten Teil handlungsmäßig geschlossener und mit mehr Verfolgungs- und Kampfszenen (an indischen Originalschauplätzen) aufbereitet…“

„Fortsetzung des aufwendigen Abenteuerfilms, die erneut in naiver Weise private Schicksale in die politischen Geschehnisse verwebt.“

„Die im Klischee der Gattung festgefahrene Fortsetzung eines durchschnittlichen Abenteuerfilms. Auch ab 16 niemandem zu empfehlen.“